# Мышкино (Пушкинский городской округ)
Мы́шкино — упразднённое в XIX веке сельцо на территории современного города областного подчинения Щёлково с административной территорией Московской области России.  

## География
Как и утраченная деревня Копылово, располагалась на берегах реки Дубёнка, возле деревень Маврино и Степаньково.

## История
Первое упоминание о деревне Мышкино относится, по данным краеведа В. Е. Коршуна, к 1584—1585 годам и принадлежала Глебу Петровичу Хорошеву, а до него числилась за «Фёдором за Напольским с племянники». По другим данным (ПКМГ. I, с. 249; Русский дипломатарий. Вып. 8. – М., 2002, с. 422 (№ 3373); РГАДА. Ф. 1209. Оп. 1. Кн. 357. Л. 742 об., 743.)
двор в Мышкине был построен Глебом Петровым сыном Хорошева, купившем пустошь Мышкино в 1583/84 г. у Вешняка Селина. 
Сельцо Мышкино в 1646 году принадлежало подьячему Петру Ивановичу Сокову, а в 1677 году его сыну — дьяку Якову Петровичу Сокову. В 1760-х годах значилось как владение прокурора Николая Ивановича Волынского. После эпидемии холеры в 1840-х годах опустевшее сельцо Мышкино в качестве карантинных мер было полностью сожжено и больше не возрождалось.